# Polypodium christensenii
Polypodium christensenii är en stensöteväxtart som beskrevs av William Ralph Maxon. Polypodium christensenii ingår i släktet Polypodium och familjen Polypodiaceae. Inga underarter finns listade.